# Marc Denis
Joseph Marc Denis (Montréal, 1º agosto 1977) è un ex hockeista su ghiaccio canadese.

## Palmarès

### Mondiali
- 1 medaglia:
  - 1 oro (Repubblica Ceca 2004)